# Metacritic
Metacritic (с англ. — «мета-критика») — англоязычный сайт-агрегатор, собирающий отзывы о музыкальных альбомах, играх, фильмах, телевизионных шоу, DVD-дисках и мобильных играх. На основании собранных отзывов сайт высчитывает средний рейтинг продукта, который активно используется в журналистике, индустрии компьютерных игр и бизнесе, в частности, для предсказания коммерческого успеха недавно выпущенной игры.

## История

Первоначальное лого Metacritic

Metacritic был запущен в январе 2001 года Марком Дойлом, его сестрой Джули Дойл Робертс и однокурсником из школы юриспруденции Университета Южной Калифорнии Джейсоном Дитцем, спустя два года разработки. На тот момент уже существовал сайт Rotten Tomatoes, собирающий рецензии на фильмы, однако Дойл, Робертс и Дитц видели возможность охватить более широкий спектр медиа. В 2005 году они продали Metacritic CNET, который вместе с Metacritic был в дальнейшем поглощён CBS Corporation. В 2020 году Metacritic и другие проекты CNET были приобретены компанией Red Ventures, перепродавшей 3 октября 2022 года Metacritic и другие свои Интернет-проекты организации Fandom в рамках сделки по продаже активов на общую сумму около 50 млн долларов.
До 2023 года Metacritic ежегодно аггрегировал также списки «лучших фильмов года» в изданиях и сводил в единую таблицу, вычисляя победителя. В 2023 году все подобные публикации были удалены без объяснений.

### Влияние
Metacritic активно используется в бизнесе для предсказания будущих продаж. В 2007 Ник Уингфилд из The Wall Street Journal отметил, что Metacritic «влияет на продажи игр и акции издателей компьютерных игр». По его словам, влияние обусловлено тем, что компьютерная игра стоит дороже музыки или билетов в кино. Руководители многих студий считают, что низкая оценка на Metacritic «может повредить потенциалу долговременных продаж». Уингфилд пишет, что Уолл-стрит обращает внимание на оценки на Metacritic и GameRankings, поскольку данные сайты зачастую публикуют рейтинги до того, как данные о продажах переходят в открытый доступ, приводя в пример соответственно быстрые подъём и падение стоимости акций издателей после выпуска игр BioShock и Spider-Man 3. В 2008 году в интервью журналу The Guardian Марк Дойл сослался на двух крупных издателей, которые «провели комплексные статистические исследования, показавшие строгую корреляцию между высокими рейтингами игры и её хорошими продажами» в определённых жанрах. Он заявил, что всё большее число финансовых и бизнес-аналитиков используют Metacritic как «ранний индикатор потенциальных продаж игры, и, как следствие, изменения цен на акции издателя». Однако исследование 2015 года, проанализировавшее 88 игр для Xbox 360 и 80 игр для PlayStation 3, выпущенных с 2012 года, показало, что рейтинг на Metacritic не оказывает влияния на продажи.
Неоднократно вызывало споры использование сайта издателями как меры для определения, заслуживают ли разработчики получения дополнительного гонорара. Значимым примером является Fallout: New Vegas — игра 2010 года, получившая 84 балла на Metacritic и соответственно не добравшая одного балла до требуемых издателем отметки в 85 баллов, из-за чего разработчики игры, Obsidian Entertainment, не получили дополнительного денежного бонуса. Игровые журналисты раскритиковали использование Metacritic издателем, замечая, что это делает игровых критиков ответственными за выплаты разработчикам, а также отмечая, что между 84 и 85 баллами нет существенной разницы. Журналисты писали о высоком уровне продаж игры — пять миллионов копий, что принесло издателю порядка 300 миллионов долларов прибыли, — на контрасте с серией увольнений, проведённых в Obsidian в 2011—2012 годах.
С другой стороны, сайт часто используется игровыми журналистами и аналитиками как общая оценка восприятия критиками, а издателями — в качестве инструмента для улучшения своих продуктов. В 2008 году Джон Ричителло, в будущем — исполнительный директор Electronic Arts, наряду с другими руководителями, показывал аналитику с Уолл-стрит график, на котором был отражён тренд на снижение средней оценки игр компании. Аналитик воспринял данные серьёзно и отметил, что компанию необходимо привести в норму. Также в 2008 году компания Microsoft использовала рейтинги на Metacritic для исключения плохих игр из Xbox Live Arcade.

## Средние баллы
Рейтинг на Metacritic является взвешенной средней оценкой критиков. Некоторым изданиям присваивается больший вес «в силу их значимости». Персонал Metacritic отмечал, что он не собирается раскрывать относительный вес, присвоенный каждому из критиков.
| Показатель                      | Показатель                      | Компьютерные игры | Фильмы, телепрограммы и музыка |
| ------------------------------- | ------------------------------- | ----------------- | ------------------------------ |
|                                 | Всеобщее признание              | 90—100            | 81—100                         |
| В основном положительные отзывы | 75—89                           | 61—80             |                                |
|                                 | Смешанные или средние отзывы    | 50—74             | 40—60                          |
|                                 | В основном отрицательные отзывы | 20—49             | 20—39                          |
| Преобладающее неприятие         | 0—19                            | 0—19              |                                |

В июне 2018 года на Metacritic была введена метка Must-See (с англ. — «обязательно к просмотру»), присваиваемая фильмам, получившим средний балл 81 или выше при наличии минимум 15 рецензий профессиональных критиков. В сентябре того же года была добавлена метка Must-Play (с англ. — «обязательно к прохождению») для игр, собравшим 90 баллов или выше на основании минимум 15 рецензий.

## Критика
Metacritic получила смешанные отзывы от критиков сайтов и журналистов. Его влияние многократно исследовалось; ряд исследователей посчитал его в целом полезным, а другие — ненадёжным и отнюдь не нейтральным. Сайт выиграл две ежегодные премии Вебби в категории «Гайды/Рейтинги/Обзоры» в 2010 и 2015 годах.
Metacritic критикуют за преобразование всех систем оценивания в единую процентную шкалу. Так, оценка «A» преобразовывается в 100, «F» — в нуль, а «B-» — в 67. Джо Додсон, бывший редактор Game Revolution, считает, что Metacritic и аналогичные сайты нередко присваивают слишком низкие процентные оценки для некоторых шкал. Дойл защищает систему оценки, считая, что любая шкала должна быть преобразована в единую систему и нормирована так, чтобы наименьшая оценка стала 0, а наибольшая — 100. Также критике подвергается закрытая система вывода среднего рейтинга игры.
В результате отрицательного влияния на индустрию некоторые игровые сайты, в том числе Kotaku и Eurogamer, отказались от рецензий с оценкой и начали фокусироваться на словесном описании игр, чтобы их рецензии не могли попасть на Metacritic. Kotaku ссылается на случаи, когда оценки на Metacritic были использованы издателями для того, чтобы не выплачивать бонусы разработчикам.
Также критике подвергалось то, как Metacritic удаляет пользовательские рецензии и блокирует их авторов — без уведомления и права на апелляцию. Критики и разработчики отмечали, что все продукты подвержены манипуляциям со стороны пользователей — как занижению оценки посредством ревью-бомбинга, так и накрутке рейтингов одноразовыми аккаунтами, благодаря чему продукты кажутся более популярными, чем они есть на самом деле. Президент и креативный директор Signal Studios, Дуглас Олбрайт, описывал Metacritic как «сайт, не имеющий стандартов».
В России сайт заблокирован Роскомнадзором с 19 октября 2022 из-за страницы об игре Weedcraft Inc, в которой нужно выращивать марихуану. Разработчики указывают на странице игры в Steam, что она «изучает индустрию производства, выращивания и распространения курительной травки в Америке».